# Círculo de Menaka
Menaka es una subdivisión administrativa (cercle o círculo) de la región de Gao, en Malí. En abril de 2009 tenía una población censada de 54 456 habitantes y estaba formada por las siguientes comunas o municipios, que se muestran igualmente con población de abril de 2009:
- Alata 2,856
- Andéramboukane 18,090
- Inékar 5,421
- Ménaka 22,659
- Tidermène 5,430[1]